# Vaucresson
Vaucresson là một xã trong vùng hành chính Île-de-France, thuộc tỉnh Hauts-de-Seine, quận Boulogne-Billancourt, tổng Chaville. Tọa độ địa lý của xã là 48° 50' vĩ độ bắc, 02° 11' kinh độ đông. Vaucresson nằm trên độ cao trung bình là 47 mét trên mực nước biển. Xã có diện tích 3,08 km², dân số vào thời điểm 1999 là 8.141 người; mật độ dân số là 2.643 người/km².

## Thông tin nhân khẩu
| 1936  | 1946  | 1954  | 1962  | 1968  | 1975  | 1982  | 1990  | 1999  |
| ----- | ----- | ----- | ----- | ----- | ----- | ----- | ----- | ----- |
| 2 718 | 3 283 | 4 268 | 6 690 | 8 065 | 9 257 | 8 313 | 8 118 | 8 141 |

## Nhân vật nổi tiếng
- Jean Ferrat sinh 1930, ca sĩ và là tác giả